# Institut régional d'administration de Lyon
 (mars 2020).
L'Institut régional d'administration (IRA) de Lyon est un établissement public administratif situé à Villeurbanne dans le Rhône. Fondé en 1970, il participe comme les 4 autres IRA à la formation des cadres de la fonction publique d'État. Assurant une formation initiale et de la formation continue, il prépare notamment les lauréats du concours d'accès aux IRA aux fonctions d'Attaché d'administration de l'État.

## Promotions
Chaque année depuis 2001, en début de scolarité, les élèves-attachés choisissent le nom de leur promotion.
- 2001-2002 : Olympe de Gouges
- 2002-2003 : Pierre Bourdieu
- 2003-2004 : Romain Gary
- 2004-2005 : Henri Cartier Bresson
- 2005-2006 : Jules Verne
- 2006-2007 : Averroes
- 2007-2008 : Lucie Aubrac
- 2008-2009 : Simone Veil

- 2009-2010 : Maurice Grimaud
- 2010-2011 : Lumière
- 2011-2012 : Michel Colucci
- 2012-2013 : Raymond Aubrac
- 2013-2014 : Yvette Chassagne
- 2014-2015 : Hélène Berthaud
- 2015-2016 : maquis du Vercors
- 2016-2017 : Malala Yousafzai
- 2017-2018 : Addi Bâ
- 2018-2019 : Soldat inconnu

À la suite de la réforme de la scolarité des IRA, effective à compter de septembre 2019, l'IRA de Lyon connaît deux promotions par an.
- sept. 2019 - février 2020 : Maryse Bastié
- mars 2020 - août 2020 : Sabine Zlatin
- sept. 2020 - février 2021 : Madeleine Brès
- mars 2021 - août 2021 : Alexandra David-Néel
- sept. 2021 - février 2022 : Nina Simone
- mars 2022 - août 2022 : Thomas Pesquet
- sept. 2022 - février 2023 : Gerty Archimède
- mars 2023 - août 2023 : Mahsa Amini
- sept. 2023 - février 2024 : Claude Lorius
- mars 2024 - août 2024 : Denise Vernay

À la suite d'une nouvelle réforme de la scolarité des IRA, effective à compter du 1er janvier 2025, l'IRA de Lyon revient à une promotion annuelle.
- janvier 2025 - août 2025 : Jeanne et Paulette NARDAL

## Postes offerts à l'issue de la scolarité
L'IRA de Lyon couvre en priorité l'Île-de-France, l'Auvergne-Rhône-Alpes et la Bourgogne-Franche-Comté. Des postes extérieurs à ces régions, notamment en outre-mer, peuvent être pourvus lors de discussions entre les directeurs d'IRA et le ministère de la Fonction publique.

## Accessibilité
L'IRA de Lyon est desservi par :
- les lignes de tramway T1 et T4 (arrêt Le Tonkin) ;
- les lignes de bus C2 et 70 (arrêt Le Tonkin), 37 (Arrêt André philip direction Vaulx O'Hara et Charpennes au terminus). ;
- la ligne de métro B  (station Charpennes à proximité de l'IRA).